# Iberodorcadion amorii
Iberodorcadion amorii es una especie de escarabajo longicornio de la subfamilia Lamiinae. Fue descrita científicamente por Marseul en 1856.
Se distribuye por España. Mide 9,5-14 milímetros de longitud. El período de vuelo ocurre en los meses de abril, mayo, junio y julio.